# Henri Luciri
Henri Luciri (* 1908; † 4. Dezember 1944 in Genf) war ein Schweizer Bürger, der eine führende Rolle bei der Einführung des Basketballs spielte und dabei als Spieler, Trainer, Schiedsrichter und Funktionär aktiv war.

## Biographie
Luciri war ein Gründungsmitglied des Schweizerischen Basketball-Verbandes (1929) und der Basketballsektion von Urania Genève (1930), zeitweise bekleidete der Schweizer die Funktion des Präsidenten der Technischen Kommission (Technischer Leiter) des Verbandes und der Vereinssektion. Er nahm am 18. Juni 1932 gemeinsam mit seinen Landsmännern Léon Bouffard, Maurice Abramowicz und Emile Huguenin an der Gründungsversammlung der Fédération Internationale de Basketball (FIBA) teil. Luciri war mehrere Jahre lang Spieler der Schweizer Basketballnationalmannschaft gewesen. Bei der Europameisterschaft 1935 leitete Luciri als alleinverantwortlicher Schiedsrichter unter anderem das Finale zwischen Lettland und Spanien (24:18). Ab November 1935 stand die Schweizer Nationalauswahl der Herren unter seiner Leitung, neben der Beschäftigung als Nationaltrainer beim olympischen Basketballturnier 1936 wurde Luciri auch in der Erstrundenspartie zwischen Lettland und Uruguay (20:17), unterstützt durch den Dänen J. Christensen (Punktrichter) und den Deutschen H. Kalshaus (Zeitnehmer), als Schiedsrichter eingesetzt. Bei der ersten Europameisterschaft der Damen 1938 betreute Luciri ebenfalls die Schweizer Mannschaft, die den letzten Platz belegte. Im November 1944 erklärte der Genfer aus gesundheitlichen Gründen dem Schweizerischen Basketball-Verband seinen Rücktritt. Er verstarb wenige Wochen später im Alter von 36 Jahren.